# 292. strelska divizija (ZSSR)
292. strelska divizija (izvirno rusko 292. стрелковая дивизия; kratica 292. SD) je bila strelska divizija Rdeče armade v času druge svetovne vojne.

## Zgodovina
Divizija je bila ustanovljena julija 1941 in razpuščena konec leta 1942. Pozneje so jo ponovno ustanovili.